# 30 Geminorum
30 Geminorum, som är stjärnans Flamsteed-beteckning, är en dubbelstjärna belägen i den västra delen av stjärnbilden Tvillingarna. Den har en  skenbar magnitud på 4,49 och är svagt synlig för blotta ögat där ljusföroreningar ej förekommer. Baserat på parallaxmätning inom Hipparcosuppdraget på ca 10,9 mas, beräknas den befinna sig på ett avstånd på ca 299 ljusår (ca 92 parsek) från solen. Den rör sig bort från solen med en heliocentrisk radialhastighet på ca 9,5 km/s.

## Egenskaper
Primärstjärnan 30 Geminorum A är en orange till röd jättestjärna av spektralklass K0+ III Ca1 där suffixnoten anger att det har överskott av kalcium i dess spektrum. Den ingår i röda klumpen, vilket betyder att den befinner sig på den horisontella jättegrenen och genererar energi genom termonukleär fusion av helium i dess kärna.  Den har en massa som är ca 2,3 solmassor, en radie som är ca 22 solradier och utsänder från dess fotosfär ca 189 gånger mera energi än solen vid en effektiv temperatur av ca 4 500 K.
30 Geminorum är en misstänkt astrometrisk dubbelstjärna. En följeslagare av 13:e magnituden är belägen med en vinkelseparation av 21,20 bågsekunder vid en positionsvinkel på 187° från primärstjärnan, år 2011.